# Liste der Kulturdenkmäler in Straßenhaus
In der Liste der Kulturdenkmäler in Straßenhaus sind alle Kulturdenkmäler der rheinland-pfälzischen Ortsgemeinde Straßenhaus aufgeführt. Grundlage ist die Denkmalliste des Landes Rheinland-Pfalz (Stand: 9. Februar 2023).

## Einzeldenkmäler
| Bezeichnung | Lage                                                       | Baujahr         | Beschreibung | Bild            |
| ----------- | ---------------------------------------------------------- | --------------- | --- | --------------- |
| Hofanlage   | Ellingen, Oberstraße 16 Lage                               | 17. Jahrhundert | Fachwerkhaus mit Niederlass, 17. Jahrhundert, im 19. Jahrhundert teilweise erneuert; Gesamtanlage mit Fachwerkscheune, teilweise massiv | Fotos hochladen |
| Wohnhaus    | Jahrsfeld, Brunnenstraße 10 Lage                           | 1680            | Fachwerkhaus, teilweise massiv, angeblich von 1680                                                                                      | Fotos hochladen |
| Wohnhaus    | Jahrsfeld, Brunnenstraße 17 Lage                           | 18. Jahrhundert | Fachwerkhaus, teilweise massiv und verschiefert, 18. Jahrhundert                                                                        | BW              |
| Wohnhaus    | Jahrsfeld, südöstlich des Ortes (Jahrsfeldermühlen 2) Lage | 19. Jahrhundert | Fachwerkhaus, 19. Jahrhundert | BW              |
| Hofanlage   | Niederhonnefeld, Kirchstraße 13 Lage                       | 18. Jahrhundert | Streckhof; Fachwerkhaus, teilweise massiv, 18. Jahrhundert, Wirtschaftsteil aus dem 19. Jahrhundert                                     | Fotos hochladen |
| Wohnhaus    | Niederhonnefeld, Luisenstraße 5 Lage                       |                 | Fachwerkhaus | Fotos hochladen |
| Wohnhaus    | Niederhonnefeld, Mittelstraße 5 Lage                       | 19. Jahrhundert | Fachwerkhaus, 19. Jahrhundert | Fotos hochladen |

## Ehemalige Kulturdenkmäler
| Bezeichnung | Lage                                      | Baujahr                  | Beschreibung                                                                                     | Bild |
| ----------- | ----------------------------------------- | ------------------------ | ------------------------------------------------------------------------------------------------ | ---- |
| Wohnhaus    | Jahrsfeld, Unterdorfstraße, zu Nr. 5 Lage | 17. oder 18. Jahrhundert | kleines Fachwerkhaus, verputzt, wohl aus dem 17. oder 18. Jahrhundert; aus Denkmalliste gelöscht | BW   |